# Janusz Skowron

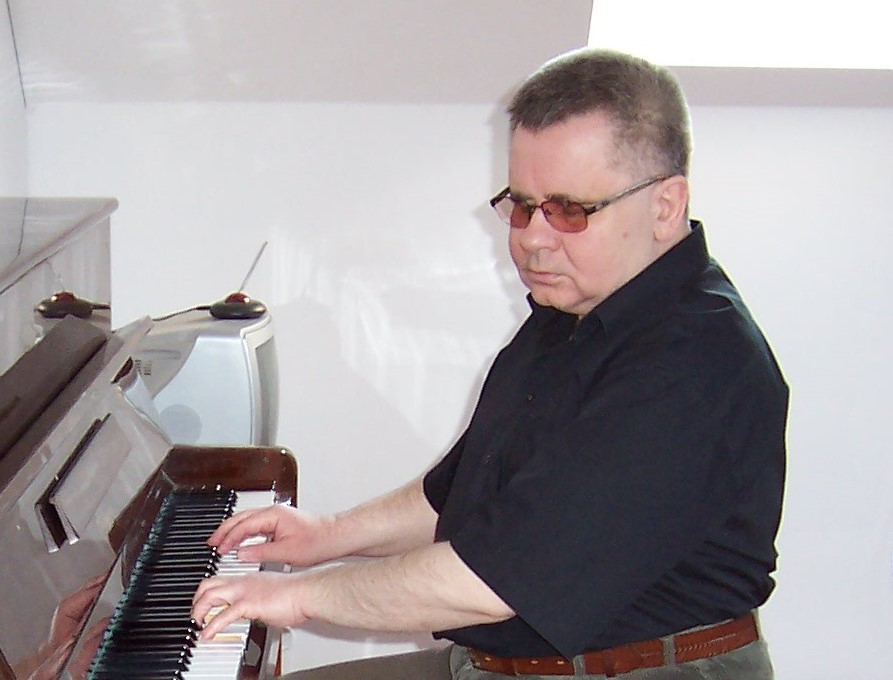
Janusz Skowron, 2010

Janusz Skowron (Warschau, 23 mei 1957 – 27 februari 2019) was een Poolse jazzmusicus. Hij speelde piano en synthesizer.

## Biografie
Skowron was blind en leerde op de school voor blinden in Laski pianospelen. Vanaf 1979 was hij lid van de groep van Kazimierz Jonkisz en in 1981 was hij medeoprichter van String Connection, waarmee hij opnam en tot 1984 internationaal optrad. Tevens werkte hij met Zbigniew Wegehaupt. In 1985 ging hij spelen bij Tomasz Stańko's Freelectronic (internationale optredens, een live-album, opgenomen op het Montreux Jazz Festival). Hij begeleidde Ewa Bem en Zbigniew Namysłowski. 
Als synthesizer-speler is hij te horen op Stańko's album Roberto Zucco (1996) en als keyboardspeler was hij, met Bill Evans, David Gilmore en Victor Bailey, actief in het International Quintet (In On). Verder werkte hij met Antymos Apostolis, Zbigniew Lewandowski, Zbigniew Jaremko en Maciej Sikała. Hij trad als lid van de fusionband Walk Away vanaf het eind van de jaren 90 op met Bill Evans, Eric Marienthal en Randy Brecker. Later begeleidde hij zangeres Małgorzata Markiewicz.
Skowron stierf in 2019 op 61-jarige leeftijd.